# Joel Holleman

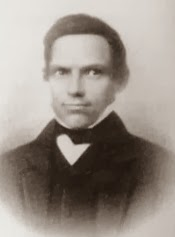
Joel Holleman

Joel Holleman (* 1. Oktober 1799 bei Smithfield, Virginia; † 5. August 1844 ebenda) war ein US-amerikanischer Politiker. In den Jahren 1839 und 1840 vertrat er den Bundesstaat Virginia im US-Repräsentantenhaus.

## Werdegang
Joel Holleman besuchte die öffentlichen Schulen seiner Heimat und danach das Wake Forest College in North Carolina. In der Folge arbeitete er für einige Zeit als Lehrer. Nach einem anschließenden Jurastudium an der University of North Carolina und seiner Zulassung als Rechtsanwalt begann er in Burwell Bay in diesem Beruf zu praktizieren. Gleichzeitig schlug er als Mitglied der Demokratischen Partei eine politische Laufbahn ein. Zwischen 1832 und 1836 saß er im Abgeordnetenhaus von Virginia; von 1836 bis 1839 gehörte er dem Staatssenat an.
Bei den Kongresswahlen des Jahres 1838 wurde Holleman im zehnten Wahlbezirk von Virginia in das US-Repräsentantenhaus in Washington, D.C. gewählt, wo er am 4. März 1839 die Nachfolge von John Winston Jones antrat. Er erklärte, er werde von seinem Mandat zurücktreten, falls bei den Präsidentschaftswahlen des Jahres 1840 ein Kandidat der Whig Party in seinem Distrikt die Mehrheit bekäme. Nachdem in der Tat der Whig-Kandidat und bundesweite Wahlsieger William Henry Harrison in Hollemans Wahlbezirk gewonnen hatte, legte dieser sein Mandat am 1. Dezember 1840 nieder, das dann an Francis Mallory fiel.
Nach dem Ende seiner Zeit im US-Repräsentantenhaus betätigte sich Joel Holleman wieder als Anwalt. Zwischen 1841 und 1844 war er nochmals Mitglied des Abgeordnetenhauses von Virginia, als dessen Präsident er seit 1842 fungierte. Er starb am 5. August 1844 in Smithfield.